# Oxymetra
Oxymetra is een geslacht van haarsterren uit de familie Mariametridae.

## Soorten
- Oxymetra erinacea (Hartlaub, 1890)
- Oxymetra finschii (Hartlaub, 1890)
- Oxymetra tenuicirra (A.H. Clark, 1912)